# Dólar terranovense
El dólar terranovense o bien dólar de Terranova fue la moneda desde 1865 hasta 1949 de la colonia y luego Dominio de Terranova desde 1907 que se subdividía en 100 centavos, hasta que pasaría a ser una provincia de Canadá. Remplazó a la libra terranovense con una paridad de un dólar de Terranova por cuatro chelines con dos peniques o bien cincuenta peniques terranovenses.

## Monedas
En 1865 se acuñaron inicialmente monedas de 1 centavo de bronce y 5, 10 y 20 centavos de plata y de 2 dólares de oro. En el año 1870 se acuñaron monedas de 50 centavos de plata y en 1917 se reemplazó la de 20 centavos por una de 25 centavos de plata. En 1938 se acuñó una moneda más pequeña de 1 centavo y en 1944 las de 5 y 10 centavos pasaron a ser de plata baja. Las últimas acuñaciones en 1947 fueron de 1, 5 y 10 centavos y todas fueron utilizadas hasta la incorporación al Canadá en 1949. En la lista subsiguiente se detallan cada una:

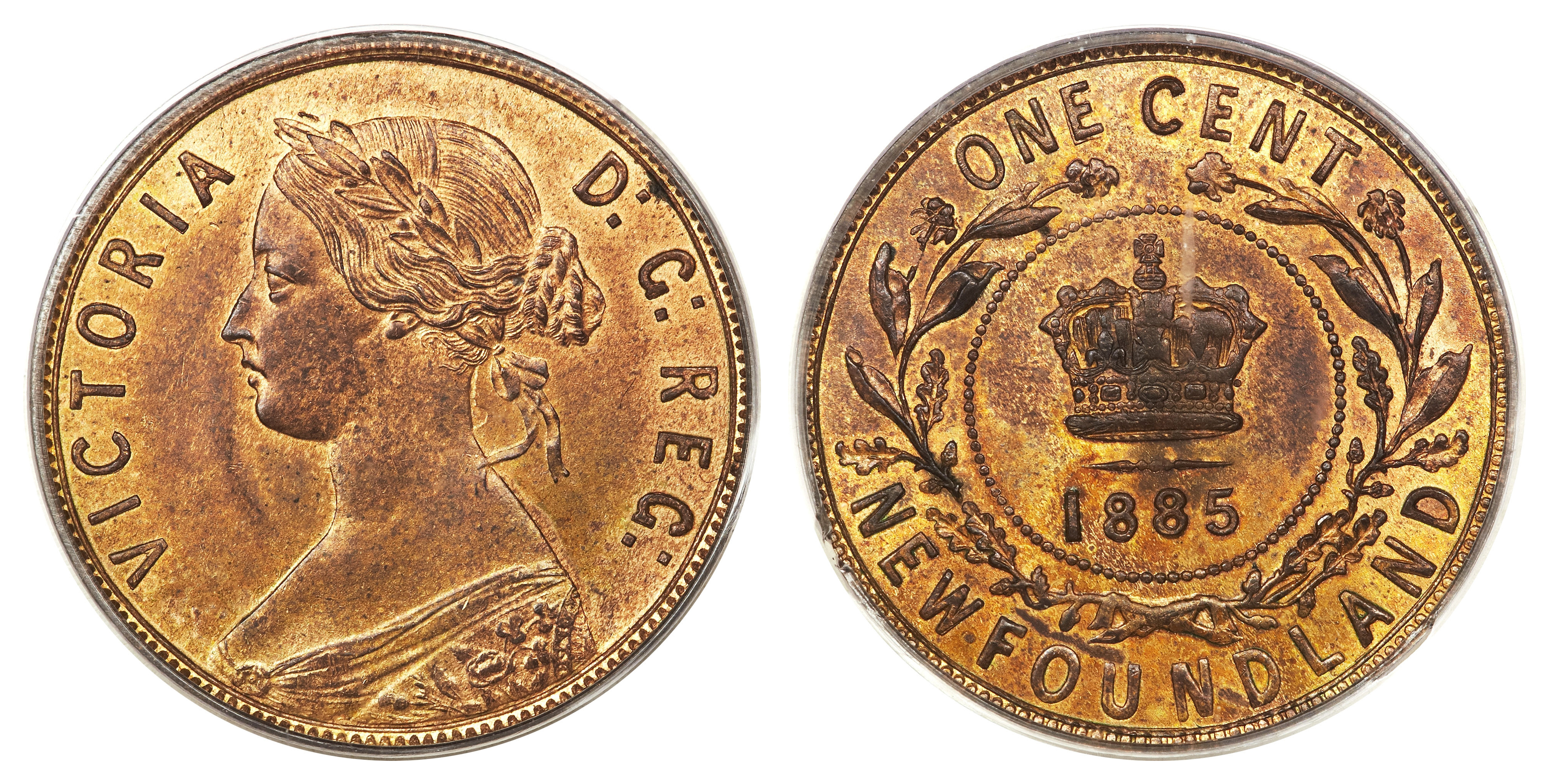
Un centavo de la reina Victoria del Reino Unido de 1885.

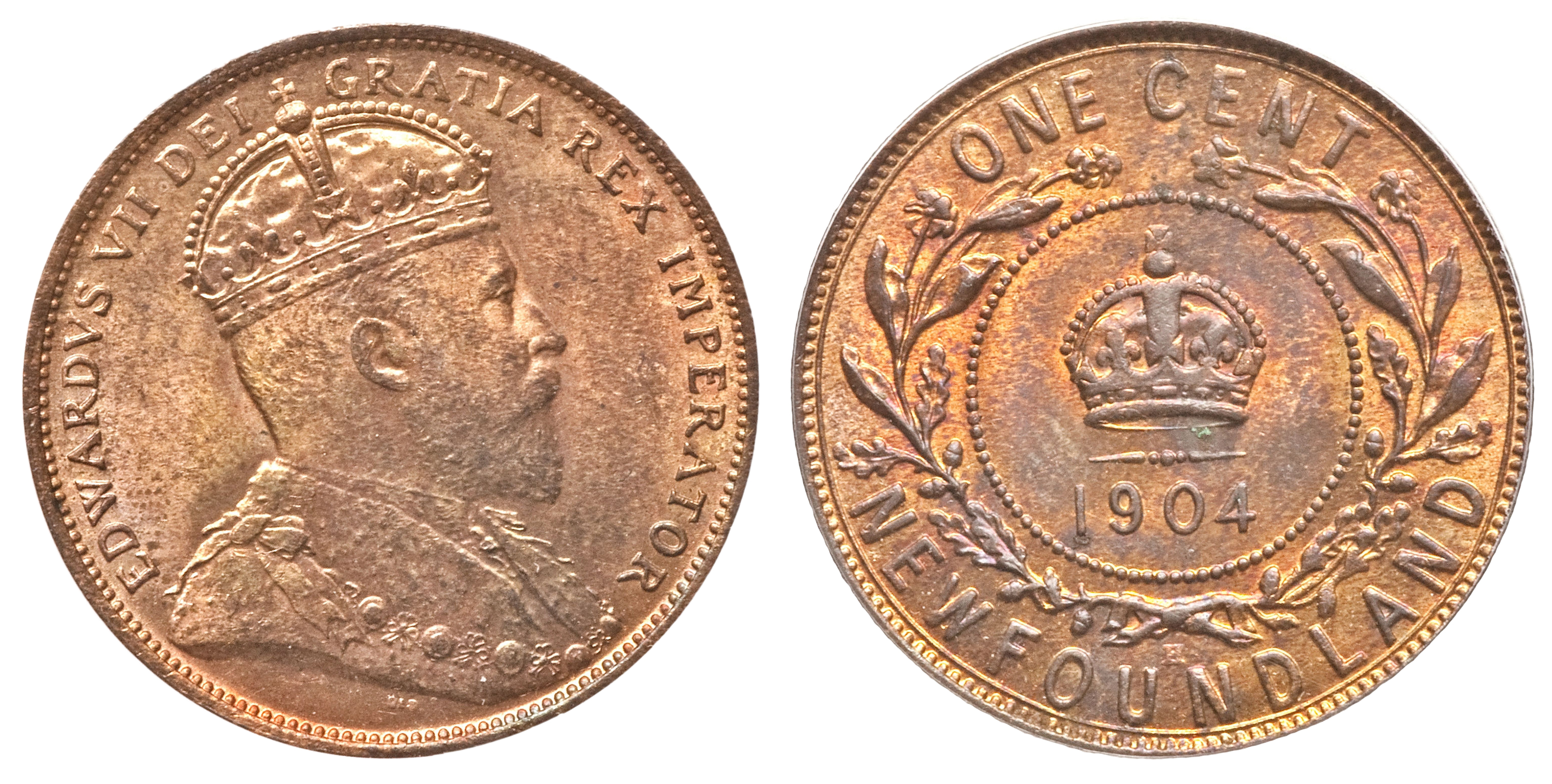
Un centavo del rey Eduardo VII del Reino Unido de 1904.

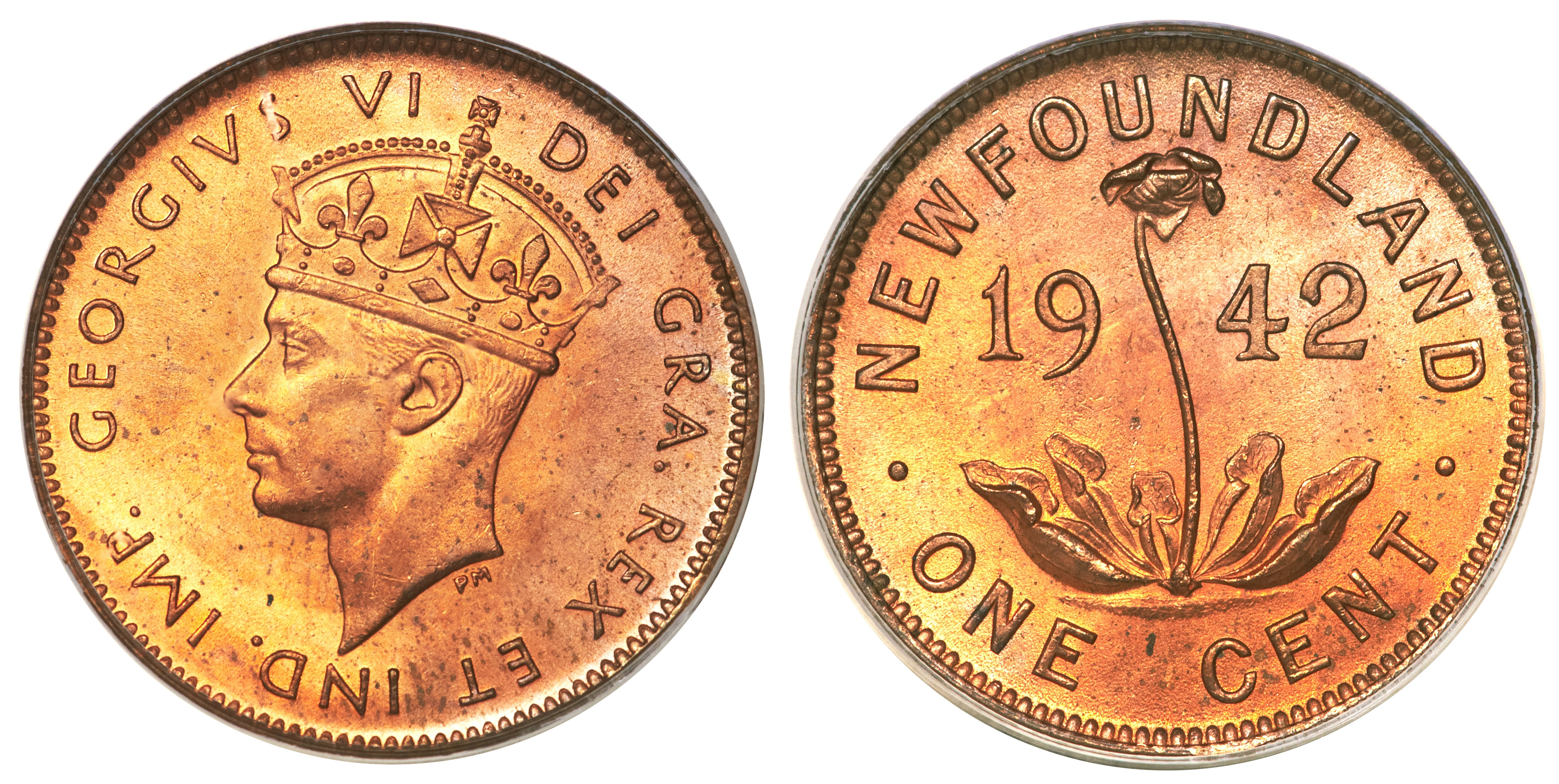
Un centavo del rey Jorge VI del Reino Unido de 1942.

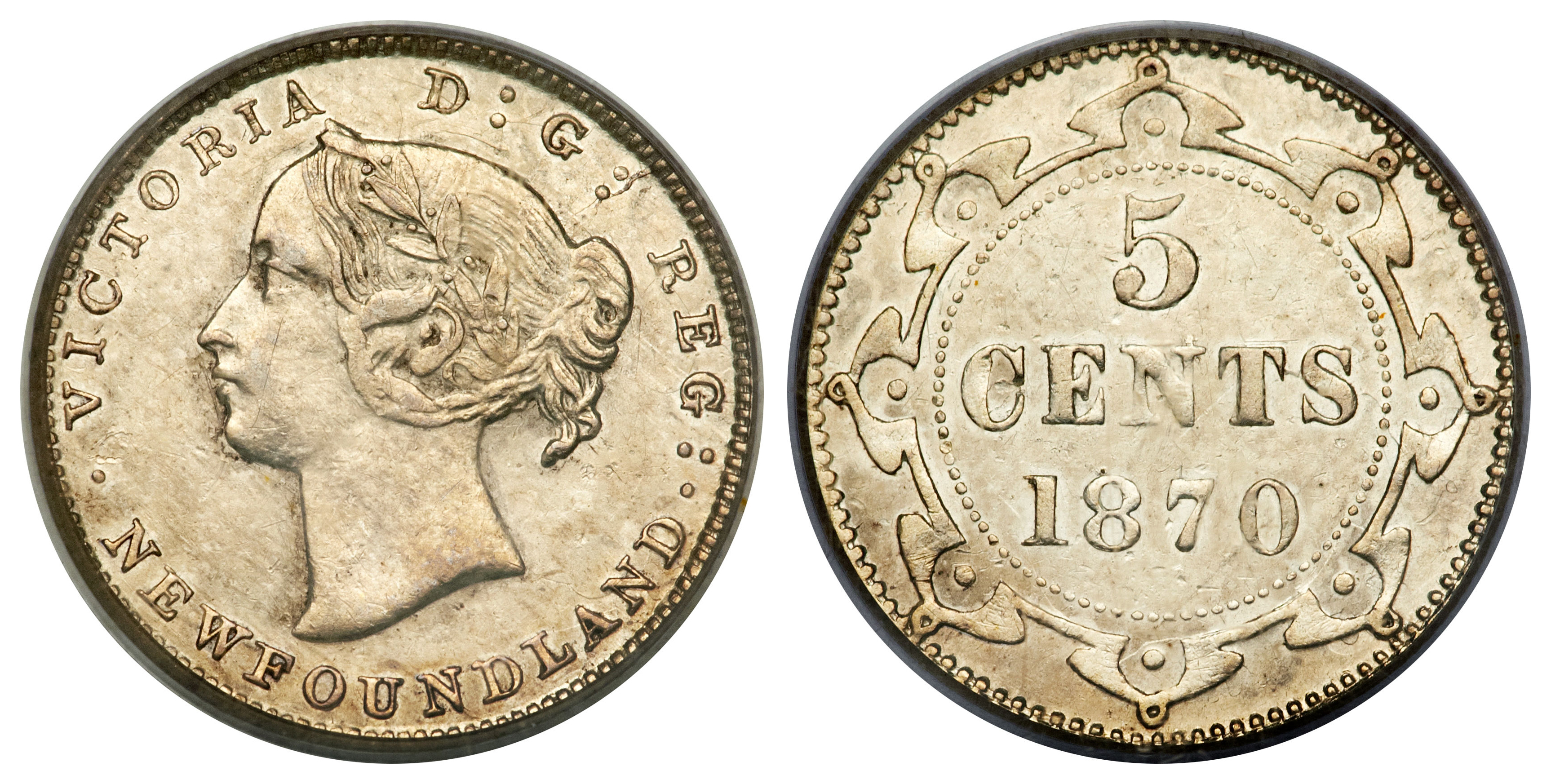
Cinco centavos de la reina Victoria de 1870.

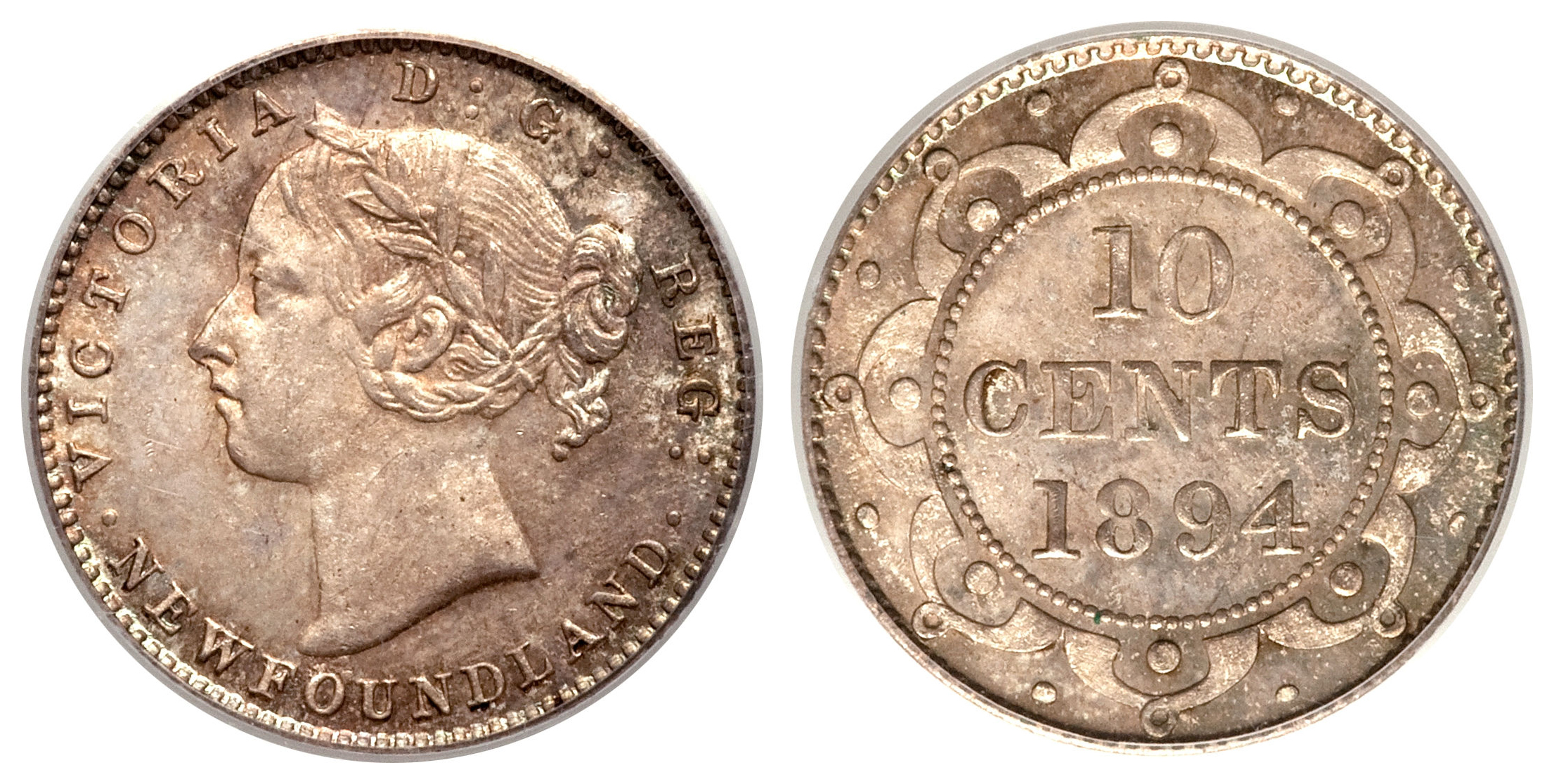
Diez centavos de la reina Victoria de 1894.

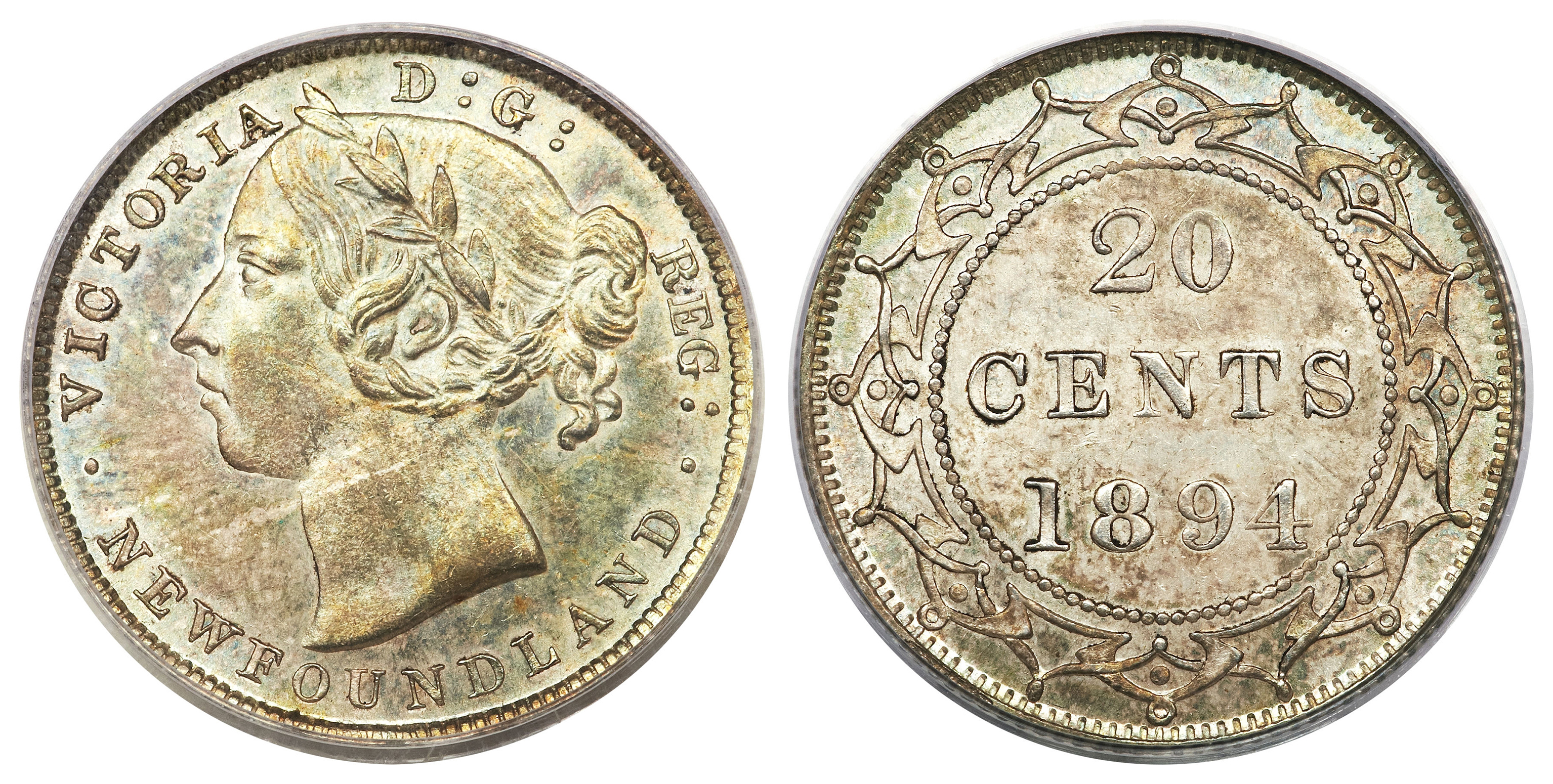
Veinte centavos de la reina Victoria de 1894.

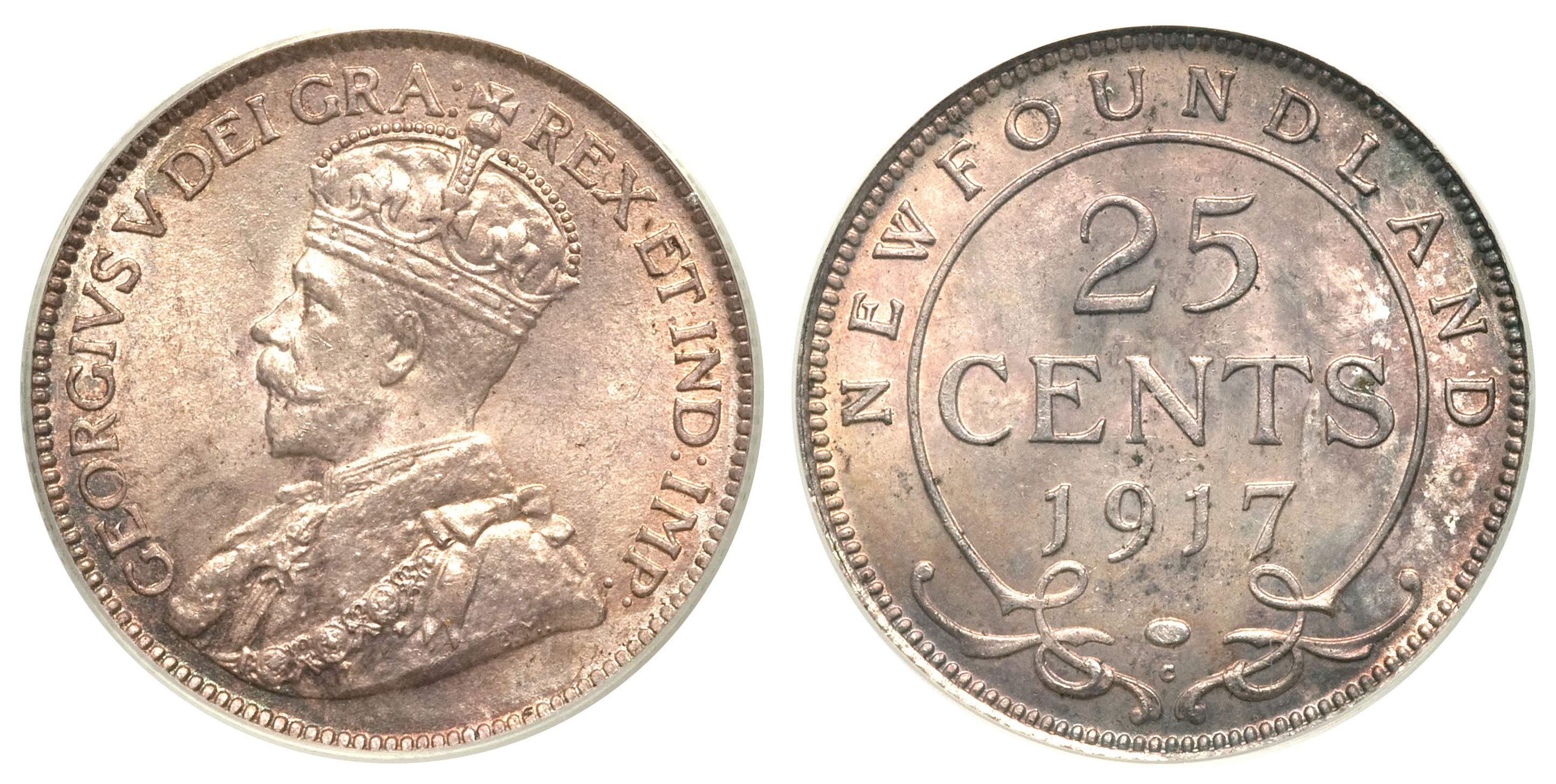
Veinticinco centavos del rey Jorge V del Reino Unido de 1917.

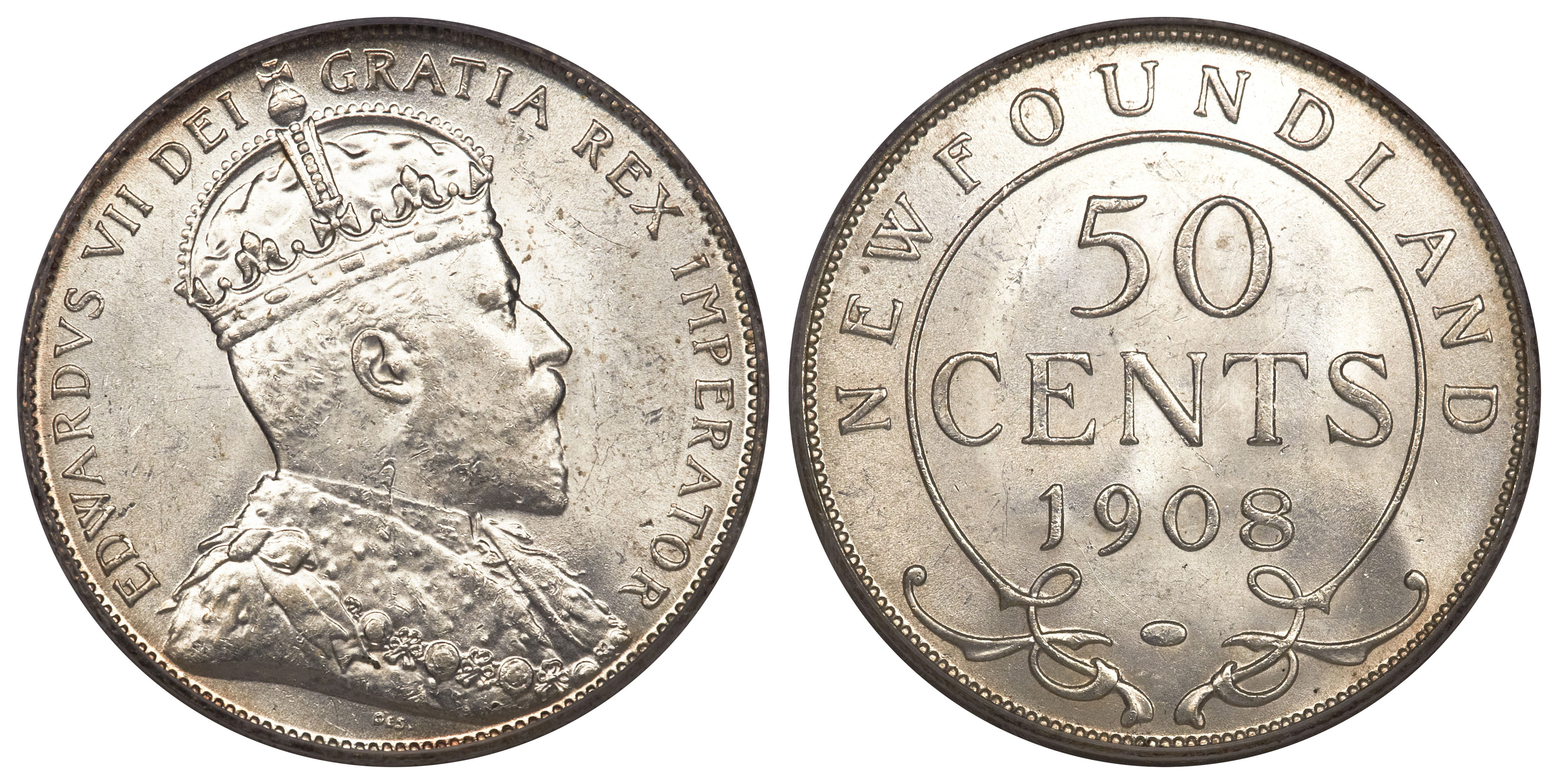
Cincuenta centavos del rey Eduardo VII de 1908.

- 1 centavo de bronce de 25 mm de diámetro, con años 1865, 1872-1873, 1876, 1880, 1885, 1888, 1890, 1894 y 1896, en el anverso con busto femenino joven, de perfil izquierdo, con cabello recogido y laureado, con la leyenda en latín abreviado: VICTORIA   D:G: REG: (Victoria, reina por la gracia de Dios), y en el reverso con la Corona de San Eduardo en el centro y debajo con una raya que la separa del año, todo rodeado por un círculo de puntos y una corona de laureles, y orlado con la leyenda: ONE CENT   NEWFOUNDLAND (un centavo de Terranova).[2]
- De bronce con años 1904, 1907 y 1909, en el anverso con busto masculino maduro, de perfil derecho, con barba recortada, cabello muy corto y con corona imperial, orlado con la leyenda en latín: EDWARDVS VII DEI GRATIA REX IMPERATOR (Eduardo VII, rey emperador por la gracia de Dios), y el reverso semejante al anterior pero con la Corona imperial del Estado que es más redondeada.[2]
- De bronce con años 1913, 1917, 1919-1920, 1929 y 1936, en el anverso con busto masculino maduro, de perfil izquierdo, con barba recortada, cabello muy corto y con la Corona Imperial de la India, orlado con la leyenda en latín abreviado: GEORGIVS V DEI GRA: REX ET IND:IMP: (Jorge V, rey y emperador de la India, por la gracia de Dios), y el reverso semejante al anterior.[2]
- De bronce de 19 mm de diámetro (más pequeña), con años 1938, 1940-1944 y 1947, en el anverso con rostro masculino joven, de cabello peinado de lado y de perfil izquierdo con Corona Imperial de la India, orlado con la leyenda en latín: GEORGIVS VI   DEI GRA.REX ET IND.IMP. (Jorge VI, rey y emperador de la India, por la gracia de Dios), en el reverso con una planta carnívora de flor alargada llamada Sarracenia purpurea que separa al año en dos y orlado con la leyenda en inglés: * NEWFOUNDLAND *  ONE CENT (un centavo de Terranova).[2]

- 5 centavos de plata .925 de 15,5 mm de diámetro, con años 1865, 1870, 1872-1873, 1876, 1880-1882, 1885, 1888, 1890, 1894, 1896, en el anverso con rostro femenino, de cabello recogido laureado y con una pequeña trenza que pasa por debajo de la oreja y también se recoge atrás, orlado con la leyenda en latín abreviado: VICTORIA   D:G:REG:   NEWFOUNDLAND (Victoria, reina por la gracia de Dios; Terranova), y en el reverso con la denominación y el año encolumnados: 5 CENTS (cinco centavos), rodeado de círculo de puntos y orlado por una corona ornamental de ocho arcos y ocho puntos internos.[2]
- De plata con los años 1903-1904 y 1908, en el anverso con busto masculino maduro, de perfil derecho, con barba recortada, cabello muy corto y con corona imperial, orlado con la leyenda en latín abreviado parcialmente: EDWARDVS VII   D.G. REX IMPERATOR (Eduardo VII, rey emperador por la gracia de Dios), y el reverso con la denominación y el año encolumnados: 5 CENTS, rodeado de un semicírculo que en el exergo se incurva formando dos letras mayúsculas en cursivas, separadas por un guion y en espejo: E-E, orlado con la leyenda: * NEWFOUNDLAND *.[2]
- De plata .925 con años 1912, 1917, 1919, 1929, en anverso con busto de Jorge V semejante al de un centavo de la misma época y el reverso semejante al anterior.[2]
- De plata .925 con años 1938 y 1940-1943, en el anverso con busto de Jorge VI semejante al de un centavo de la misma época y el reverso semejante al anterior.[2]
- De plata .800 de 15,6 mm de diámetro, con años 1944-1947, con anverso y reverso semejantes al anterior.[2]

- 10 centavos de plata .925 con años 1865, 1870, 1872-1873, 1876, 1880, 1882, 1885, 1888, 1890, 1894 y 1896, el anverso con el rostro de la reina Victoria y reverso son semejantes al de cinco centavos de la misma época, salvo que la denominación: 10 CENTS (diez centavos) está orlada con una corona de ornamentos de ocho arcos y ocho puntos internos más ocho externos.[2]
- De plata con los años 1903 y 1904, el anverso con el busto del rey Eduardo VII y el reverso son semejantes al de cinco centavos de la misma época, salvo los años y la denominación: 10 CENTS.[3]
- De plata .925 con los años 1912, 1917 y 1919, el anverso con el busto del rey Jorge V y el reverso son semejantes al de cinco centavos de la misma época, salvo los años y la denominación: 10 CENTS.[3]
- De plata .925 con los años 1938 y 1940-1943, el anverso con el busto del rey Jorge VI y el reverso son semejantes al de cinco centavos de la misma época, salvo los años y la denominación: 10 CENTS.[3]
- De plata .800 con años 1944-1947, con el anverso y reverso semejantes al anterior.[3]

- 20 centavos de plata .925 con años 1865, 1870, 1872-1873, 1876, 1880-1882, 1885, 1888, 1890, 1894, 1896 y 1899-1900, el anverso con el rostro de la reina Victoria y reverso son semejantes al de diez y cinco centavos de la misma época, salvo que la denominación: 20 CENTS (veinte centavos) está orlada con una corona de ornamentos de ocho arcos de líneas anchas y ocho puntos internos, más ocho arcos de líneas finas.[3]
- De plata .925 con año 1904, el anverso con el busto del rey Eduardo VII y el reverso son semejantes al de diez y cinco centavos de la misma época, salvo el año y la denominación: 20 CENTS 1904.[3]
- De plata .925 con año 1912, el anverso con el busto del rey Jorge V y el reverso son semejantes al de diez y cinco centavos de la misma época, salvo el año y la denominación: 20 CENTS 1912.[3]

- 25 centavos de plata .925 con años 1917 y 1919, el anverso con el busto del rey Jorge V y el reverso son semejantes al de veinte, diez y cinco centavos de la misma época, salvo los años y la denominación: 25 CENTS (veinticinco centavos).[3]

- 50 centavos de plata .925 con años 1870, 1872-1874, 1876, 1880-1882, 1885, 1888, 1894, 1896, 1898-1900, el anverso con el rostro de la reina Victoria y reverso son semejantes al de veinte centavos de la misma época, salvo la denominación: 50 CENTS.[4]
- De plata .925 con los años 1904, 1907-1909 y 1911, el anverso con el busto del rey Eduardo VII y el reverso son semejantes al de veinte, diez y cinco centavos de la misma época, salvo los año y la denominación: 50 CENTS.[4]
- De plata .925 con los años 1917-1919, el anverso con el busto del rey Jorge V y el reverso son semejantes al de veinticinco, veinte, diez y cinco centavos de la misma época, salvo el año y la denominación: 50 CENTS (cincuenta centavos).[4]

- 2 dólares de oro .917 y de 3,33 g, con años 1865, 1870, 1872, 1880-1882, 1885, 1888, en el anverso con el rostro de la reina Victoria es semejante a los anteriores de la misma época y en el reverso con la denominación y el año encolumnado en el centro: 2 DOLLARS (dos dólares), están rodeados de un círculo de puntos y orlados por la leyenda con parte superior e inferior, separada por un par de arcos con dos puntos internos cada una, unas a la izquierda y otras a la derecha: TWO HUNDRED CENTS   ONE HUNDRED PENCE (doscientos centavos, cien peniques).[4]

## Billetes

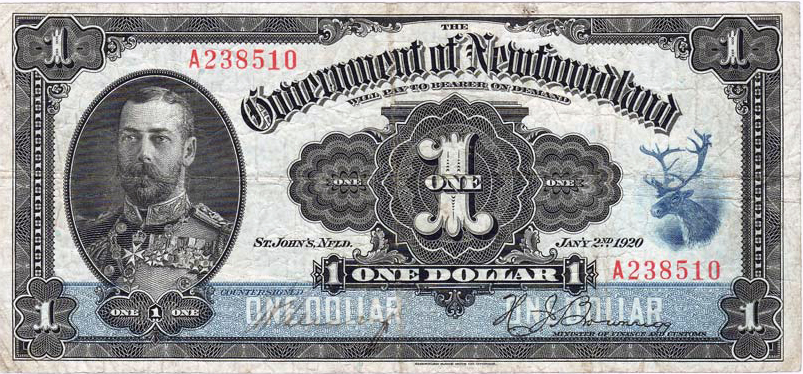
Un dólar del 2 de enero de 1920.

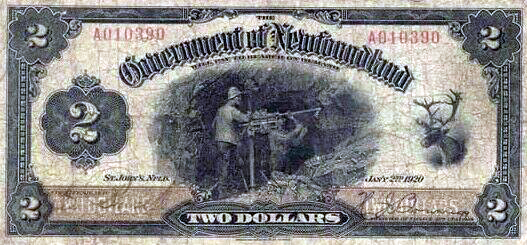
Dos dólares emitido por el Tesoro el 2 de enero de 1920.

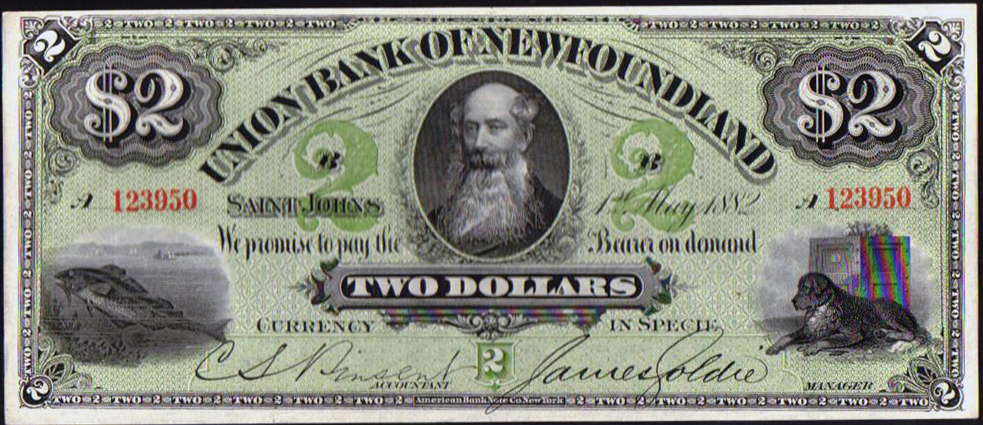
Dos dólares emitido por el Union Bank el 4 de mayo de 1882.

El Commercial Bank of Newfoundland comenzó a emitir billetes de dólares terranovenses, a una tasa de 4 dólares por 1 libra terranovense. En la década de 1880, dicho banco junto al Union Bank of Newfoundland emitieron más billetes de 2, 5, 10, 20 y 50 dólares pero finalmente quebraron en 1894.
El Departamento de Obras Públicas introdujo los primeros billetes fraccionarios en 1901 de 40, 50 y 80 céntimos, y de 1 y 5 dólares, posteriormente se añadieron en 1910 los billetes de 25 céntimos y 2 dólares, y en 1920, el Tesoro introdujo billetes de 1 y 2 dólares.